# Jar Jar Binks
Jar Jar Binks és un personatge fictici de l'univers de La Guerra de les Galàxies que és interpretat per Ahmed Best. Aquest personatge apareix en les tres primeres pel·lícules de la saga. És interessant destacar que és un dels personatges menys estimats pels seguidors de la saga.
Jar Jar, amfibi gungan del planeta Naboo, és un exiliat sense sort que està allunyat de la seua ciutat, Otoh Gunga i sobreviu sol als pantans menjant crustacis crus. La seua llarga llengua muscular li permet extreure els mol·luscs de les escloves i els sabrosos gúmbols de les seues llorigueres als arbres. Durant la invasió de Naboo, Qui-Gon Jinn es troba amb aquest gungan i el salva. El seu sentit de l'honor l'uneix al Jedi de per vida, si bé al principi Qui-Gon preferia no haver-lo d'aguantar i Obi-Wan Kenobi considera al gungan un ésser molest que cal aguantar i poc més. La veritat és que el gungan demostra de seguida que pot ésser útil quan li diu al Jedi de l'existència d'una ciutat subaquàtica a la qual poden refugiar-se i escapar de les forces de la Federació de Comerç.
Quan la nau Reial arriba a Tatooine just després d'escapar de Naboo, Qui-Gon Jinn es dirigeix a Mos Espa a la recerca de recanvis per a la hiperpropulsió i Jar Jar l'acompanya. Qui-Gon sap que el gungan l'ajudarà a passar desapercebut entre la població d'estranys éssers de la ciutat. Jar Jar es preocupa per l'exposició de la seua pell amfíbia a la calor i als dos sols que té el sistema solar d'aquest planeta.

## El seu exili
Jar Jar Binks és bastant reticent a parlar del seu exili d'Otoh Gunga i li treu importància al fet d'haver inundat la major part de la mansió del Boss Nass i diverses bombolles adjacents quan treballava de cambrer a una festa de l'alta societat del lloc. Com que no era el primer accident greu de Jar Jar, ni manco la primera inundació greu que provocava, el boss Nass enfurismà i Jar Jar va ser exiliat de la seua pròpia ciutat sota pena capital.
Jar Jar és molt conegut per la patrulla urbana d'Otoh Gunga que l'ha tret de tota mena de conflictes en el passat, des de petites disputes per haver robat menjar fins a l'avalot que provocà quan sense adonar-se'n obrí la meitat de les bombolles del zoològic d'Otoh Gunga.

## Un supervivent
Com tots els gungans, Jar Jar té un esquelet cartilaginós, que el fa flexible com la goma. Fins i tot el crani i la mandíbula són dúctils, aquest fet l'atorga una gran gamma d'expressions facials. La seua personalitat és també elàstica i es dobla davant els canvis de fortuna sense deixar que res el desmoralitzi.

## Carrera política
Jar Jar Binks fou enviat a Coruscant com a representant dels Gungan davant del Senat Galàctic. Més endavant acabà reemplaçant a la senadora Padmé Amidala del seu rol de casos extrems, arribant així al cas de donar poders especials a Palpatine per crear un exèrcit al servei de la República Galàctica. Es creu que és família de Scorria.